# Coeliccia doisuthepensis
Coeliccia doisuthepensis – gatunek ważki z rodziny pióronogowatych (Platycnemididae).